# Renée Longarini
Renée Longarini, de son vrai nom Renata Longarini, née à Pordenone le 24 avril 1931 et morte à Milan le 13 mars 2010, est une actrice de cinéma et une animatrice de télévision italienne.

## Biographie
Née en 1939 à Pordenone dans une famille istrienne, elle a vécu à Gênes et Bari en raison des engagements professionnels de son père, avant de s'installer à Trieste. Ex-pianiste, Renée Longarini se rapproche du monde du spectacle après avoir été remarquée dans un cours de maintien.
Après quelques expériences dans le monde de la mode et de la publicité, elle tient au cinéma le petit rôle, non crédité, de la femme d'Enrico Steiner, l'ami intellectuel de Marcello, dans le film La dolce vita de Federico Fellini. En 1967, elle a un rôle plus important dans le film Beaucoup trop pour un seul homme (L'immorale) de Pietro Germi.
Elle est surtout connue auprès du grand public comme la directrice du « grand standard » de l'émission télévisée Portobello (it) d'Enzo Tortora (it). 
Après la fin de Portobello, elle prend sa retraite définitive de la scène.
Sa dernière apparition à la télévision a eu lieu sur Rai 2 le 4 mai 2009, invitée d'Alda D'Eusanio (it) dans l'émission Ricominciare (it), dans laquelle elle a donné une interview et a ensuite également joué du piano. 
Elle est décédée à l'hôpital San Paolo (it) de Milan le 13 mars 2010, à l'âge de 78 ans,.

## Filmographie
- 1960 : La dolce vita de Federico Fellini : Mme Steiner
- 1967 : Beaucoup trop pour un seul homme (L'immorale) de Pietro Germi : Giulia Masini

## Décorations
Ambrogino d'oro (it), pour son activité télévisuelle à Portobello, Milan, 1982

## Autres images

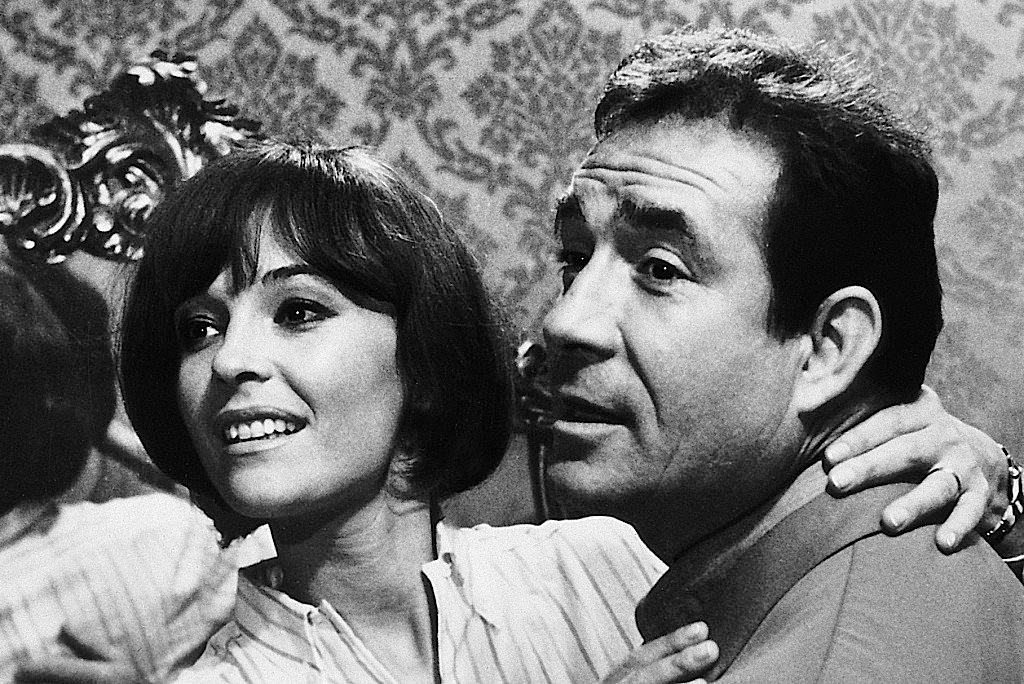
Renée Longarini et Ugo Tognazzi dans une scène de Beaucoup trop pour un seul homme

### Crédits de traduction
- (it) Cet article est partiellement ou en totalité issu de l’article de Wikipédia en italien intitulé « Renée Longarini » (voir la liste des auteurs).